# Söderbloms Gjuteri
Söderbloms Gjuteri AB  var ett svenskt gjuteri och en mekanisk verkstad, som grundades 1877 i Eskilstuna av Knut Söderblom (1846–1913).
Företaget hade en bred produktportfölj. Det tillverkade ångmaskiner, ångpannor, lokomobiler, hästvandringar, verkstadsmaskiner, pumpar, kaminer, mejerimaskiner och lantbruksredskap. Omkring 1900 påbörjades tillverkningen av förbränningsmotorer. År 1901 tillverkade företaget sin första motordressin, konstruerad av den anställde tyske ingenjören Bruno Büchner, och 1902 sin första motorcykel.
Söderbloms byggde karossen till Sveriges första brandbil i Eskilstuna 1902, som var ett batteridrivet fordon. Postverkets första skåpbil tillverkades av Söderbloms 1903. Den hade en tvåcylindrig sex hästars bensinmotor som gav en fart på  13 km/tim. 
Söderbloms byggde också ett par enstaka personbilar. 
- Söderblom-lastbil för Kungl. Telegrafverket A-490[3]

Söderbloms började 1904 serietillverka lastbilar.  De var trubbnosiga och hästvagnliknande och hade motorn under ”kuskbocken”. Från omkring 1905 kunde de köpas med ett lastflak som kunde tippas bakåt eller åt sidorna. År 1912 lastade fordonen mellan 1,5 och 5 ton. Under 1910-talet övergav företaget motorfordonstillverkningen. Den inhemska konkurrensen från det 1911 sammanslagna Scania-Vabis och Tidaholms Bruk var hård. Söderbloms övergick till att tillverka motorer som råoljemotorn "Hexa", maskinredskap och små motorlok. 

## Motorlok
Söderbloms byggde från 1907 smalspåriga motorlok av två typer för industrijärnvägar. Det lättare på två ton hade ett öppet underrede och en 8-12 hk vattenkyld fotogen- eller bensinmotor. Det tyngre på 3–4 tons hade samma motortyp, men på 12—24 hk. De små loken kunde dra tio vagnar, med ett tons last var, i 10 km/tim. Det första loket levererades till den norska gruvbanan Bjarkøybanan på Bjarkøy i Harstads kommun i Troms fylke. Det sista loket byggdes troligen 1917, och uppskattningsvis tillverkades minst ett drygt 30-tal. Loken köptes av industrier, bruk och torvföretag. Spårvidden var huvudsakligen 600 mm och i några fall 643, 770 och 780 mm.

## Bolagets sista år
År 1916 köptes företaget av Luth & Rosén Elektriska AB, som önskade tillgång till ytterligare ett gjuteri. Tillverkningen fortsatte av Söderbloms utombordsmotor ”Svalan” under några år, innan Söderbloms slutgiltigt likviderades.

## Bevarade fordon
- Sveriges första brandbil från 1902, som användes till slutet av 1920-talet, finns i Faktorimuseets samlingar i Eskilstuna.
- Motorlok finns bevarade i Röde mosse torvströfabrik, Faktorimuseet i Eskilstuna, Rubens maskinhistoriska samlingar i Götene och K&BJ -Kulleröd&Björkefalla enskilda Järnväg. Motorloket vid K&BJ blev Sveriges hitintills äldsta motorlok i kommersiell tjänst, 1917-2004. Från början levererad till Wakö Myr, därefter Seijle myr utanför Lönsboda i nordöstra Skåne.